# Zusammenstellung der vorübergehenden Langsamfahrstellen und anderen Besonderheiten

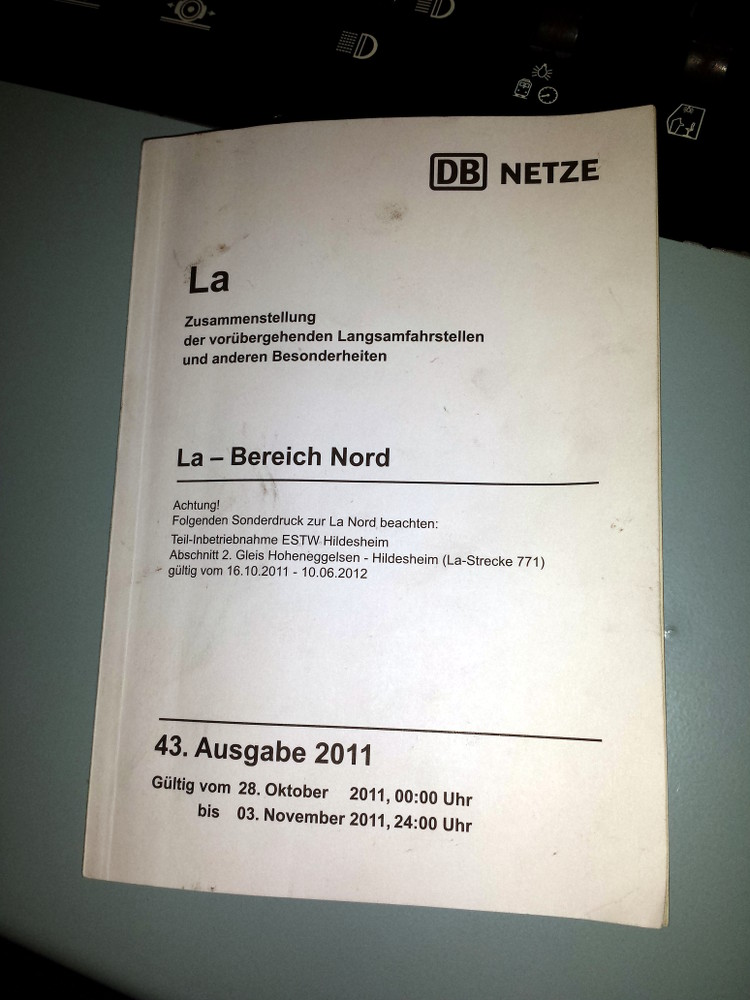
La-Heft

Die Zusammenstellung der vorübergehenden Langsamfahrstellen und anderen Besonderheiten (La) wird in regelmäßigen Abständen von jedem EIU für die eigenen Strecken ausgegeben, bei DB InfraGO täglich (gültig von 21 Uhr des Vortages bis 24 Uhr des nachfolgenden Tages).
Sie enthält alle betrieblichen Besonderheiten und ergänzt den Fahrplan sowie die Angaben für das Streckenbuch. Sie ist im Führerraum mitzuführen und vor der Zug- oder Rangierfahrt durchzusehen. Bei kurzfristigen Änderungen erfolgt die Unterrichtung der Triebfahrzeugführer durch schriftliche oder mündliche Weisungen.
Typische Inhalte sind Hinweise auf Langsamfahrstellen, unterjährige Abweichungen von Buchfahrplan oder Streckenbuch, eingeschränkte Verfügbarkeit des (GSM-R)-Zugfunks sowie Gefahrenquellen im Gleisbereich (z. B. fehlende Brückengeländer oder nicht vorhandene Randwege).
Die La der DB InfraGO ist als betriebsinterne Unterlage eingestuft, weshalb sie nicht an Dritte weitergegeben werden darf. Andere Eisenbahninfrastrukturunternehmen in Deutschland stellen ihre La öffentlich zur Verfügung.
Das Netz der DB InfraGO wird in fünf La-Bereiche unterteilt (Nord, Mitte, Ost, Süd, Südost), für die jeweils ein separates La-Heft herausgegeben wird. Unvorhergesehene Änderungen während der Gültigkeit einer bestimmten Ausgabe wurden in Form von handschriftlich einzupflegenden La-Berichtigungen bekanntgegeben (Verteilung innerhalb von 72 Stunden).
Gedruckt wurde die La der DB Netz (seit 27. Dezember 2023 InfraGO) seit der Privatisierung von der DB Kommunikationstechnik. Die Gültigkeit der La betrug in der Regel eine Woche, in bauschwachen Zeiten (die meisten um den Jahreswechsel) auch zwei Wochen. Wurden in dieser Zeit zusätzliche kurzfristige Änderungen vorgenommen, wurden diese in einer „La-Berichtigung“ veröffentlicht und mussten händisch in der La nachgetragen werden. Seit der Digitalisierung bei der Deutschen Bahn wurde parallel zur „Wochen-La“ eine tagesaktuelle La in digitaler Form herausgegeben, die „Tages-La“. Die letzte von DB InfraGo herausgegebene La in Papierform war die 48. Ausgabe 2023, gültig vom 1. Dezember 2023, 0:00 Uhr bis 9. Dezember 2023, 24:00 Uhr. Danach wurde die Wochen-La auf Anfrage der EVU in pdf-Form veröffentlicht und von diesen selbst als Druck herausgegeben. Dies geschah beispielsweise bei der S-Bahn Rhein Main. Zum Fahrplanwechsel am 14. Dezember 2024 wurde die Wochen-La endgültig durch die Tages-La ersetzt. Die letzte Ausgabe einer Wochen-La war damit die 49. Ausgabe 2024, gültig vom 6. Dezember 2024 00:00 Uhr bis 14. Dezember 2024, 24:00 Uhr. Durch die neue Gültigkeit von nur einem Tag und der Herausgabe der Daten erst am Abend vorher, ist eine Herausgabe der La in Papierform zeitlich nicht mehr möglich. Damit steht die La der DB InfraGO in Deutschland seit dem 15. Dezember 2024 ausschließlich digital zur Verfügung.

## Österreich

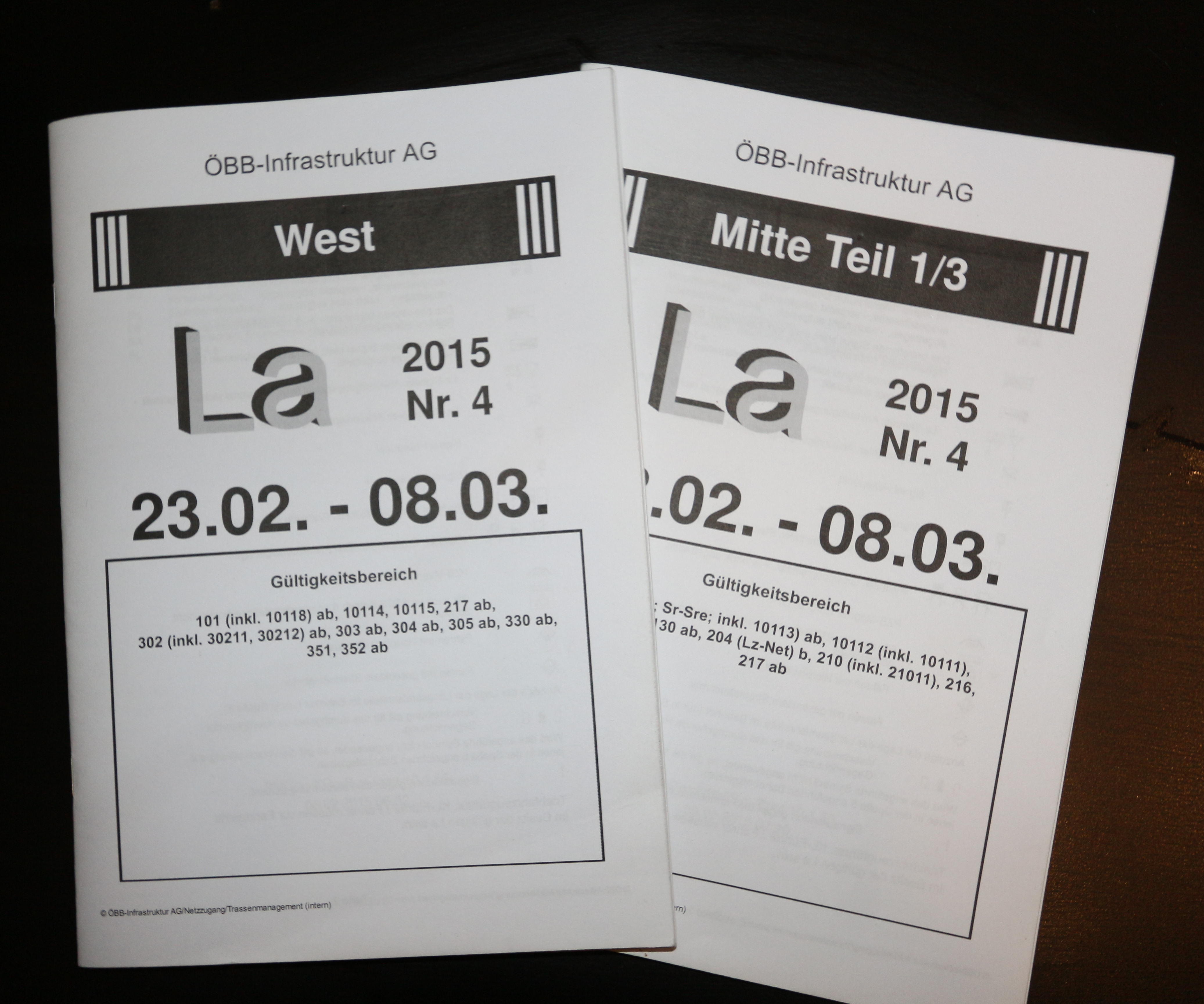
La der ÖBB-Infrastruktur AG

In Österreich wird die Übersicht über Langsamfahrstellen und Besonderheiten von der ÖBB-Infrastruktur AG zweiwöchentlich herausgegeben – sowohl in Papierform als auch digital.